# Loxofidonia plumbeotincta
Loxofidonia plumbeotincta là một loài bướm đêm trong họ Geometridae.